# Hoppenrade-Ausbau
Hoppenrade Ausbau ist ein Wohnplatz der Gemeinde Wustermark im Landkreis Havelland in Brandenburg.

## Geografische Lage
Der Ortsteil liegt südwestlich des Gemeindezentrums und dort südlich des Ortsteils Hoppenrade. Nordwestlich befindet sich der weitere Ortsteil Wernitz, nordöstlich der Ortsteil Dyrotz. Die Landstraße 204 führt von Norden kommend in südlicher Richtung als zentrale Verbindungsstraße durch den Ort. Westlich der Gemarkung liegt der 61,3 m ü. NHN Meter hohe Stellberg.

## Geschichte
In der Literatur erscheint Hoppenrade Ausbau im Jahr 1957 als Wohnplatz zu Hoppenrade gehörig.